# 叙尔茹-洛皮塔勒
叙尔茹-洛皮塔勒（法語：Surjoux-Lhopital，法語發音：[syʁʒu lopital]）是法国安省的一个市镇，属于楠蒂阿区。该市镇于2019年由原市镇叙尔茹和洛皮塔勒合并而成。

## 地理
叙尔茹-洛皮塔勒（45°58'6"N, 5°46'34"E）面积7.99 平方千米，位于法国奥弗涅-罗讷-阿尔卑斯大区安省，该省份为法国东部省份，北起汝拉省，西北接索恩-卢瓦尔省，西接罗讷省和里昂大都会，南至伊泽尔省，东与萨瓦省、上萨瓦省和瑞士接壤。
与叙尔茹-洛皮塔勒接壤的市镇（或旧市镇、城区）包括：安茹-热尼西亚、沙隆日、沙奈、上瓦尔罗梅。
叙尔茹-洛皮塔勒的时区为UTC+01:00、UTC+02:00（夏令时）。

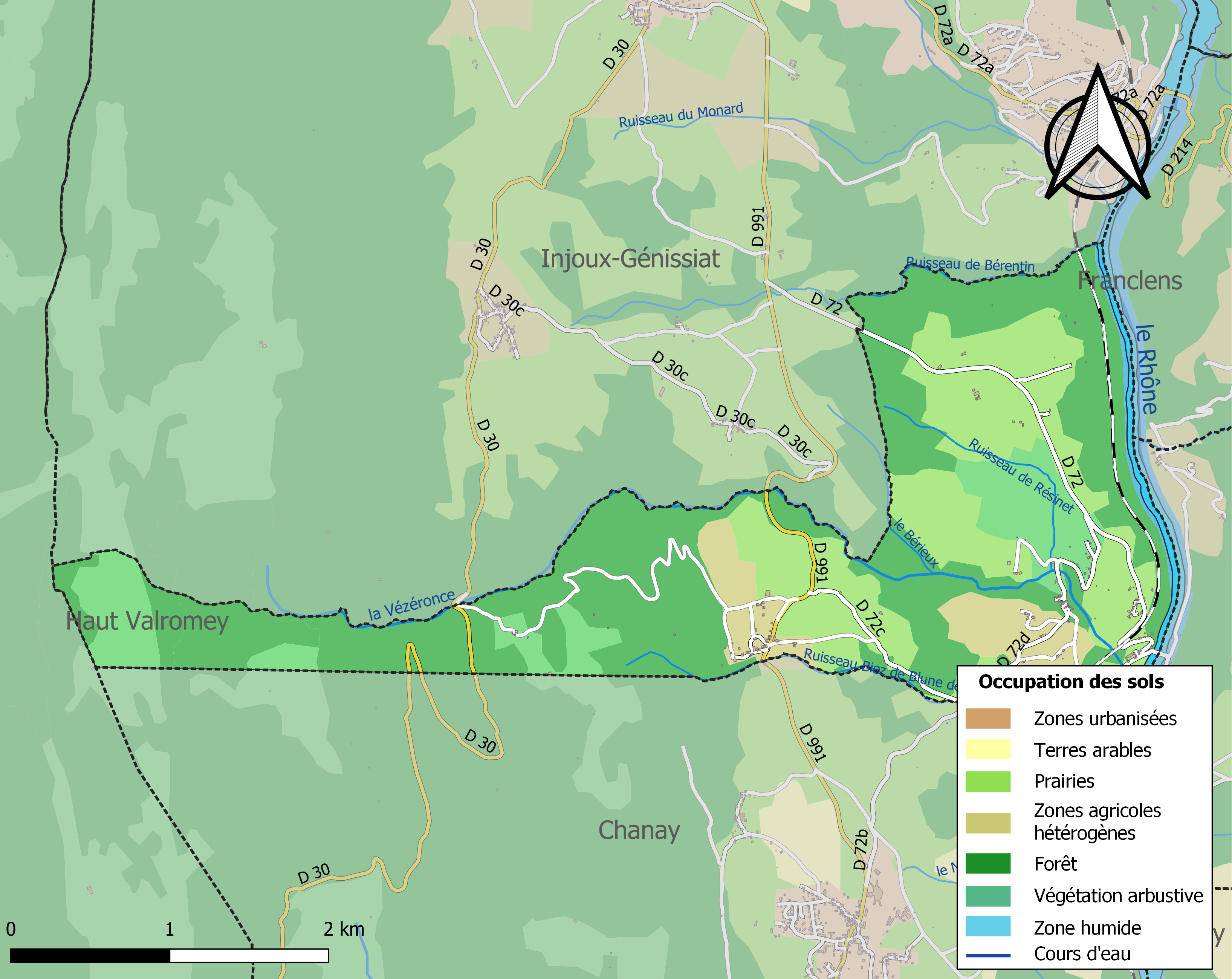
叙尔茹-洛皮塔勒的OSM定位图

## 行政
叙尔茹-洛皮塔勒的邮政编码为01420，INSEE市镇编码为01215。

## 政治
叙尔茹-洛皮塔勒所属的省级选区为瓦尔瑟罗讷县。

## 人口
叙尔茹-洛皮塔勒于2022年1月1日时的人口数量为140人。